# North Christian Church
La North Christian Church (Église chrétienne du Nord) est une église située à Columbus dans l’Indiana aux États-unis. Abritant le culte de l'Église chrétienne des Disciples du Christ, l’église est conçue par l'architecte finno-américain Eero Saarinen. Elle est construite entre 1959 et 1964.

## Architecture
Le bâtiment est de forme hexagonale, avec une flèche centrale en métal qui culmine à 59 m. Sous la flèche, il y a un oculus qui laisse entrer la lumière au niveau principal. Le sanctuaire est situé au centre du bâtiment, et la table de communion est située au centre du sanctuaire. Des rangées de bancs entourent l'autel dans un hexagone, reflétant l'idée que le culte doit être un aspect central de la vie de la congrégation. Le niveau inférieur contient des salles de classe, un auditorium, une cuisine et un espace d'activités.
L’église est classée National Historic Landmark en 2000.

## Galerie

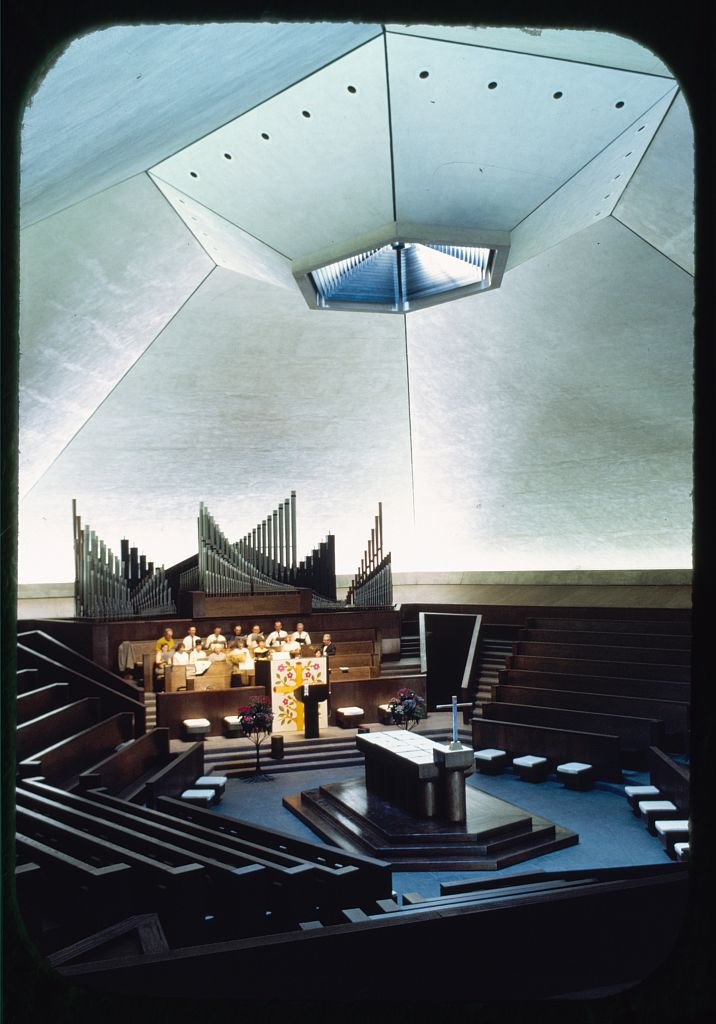
intérieur.
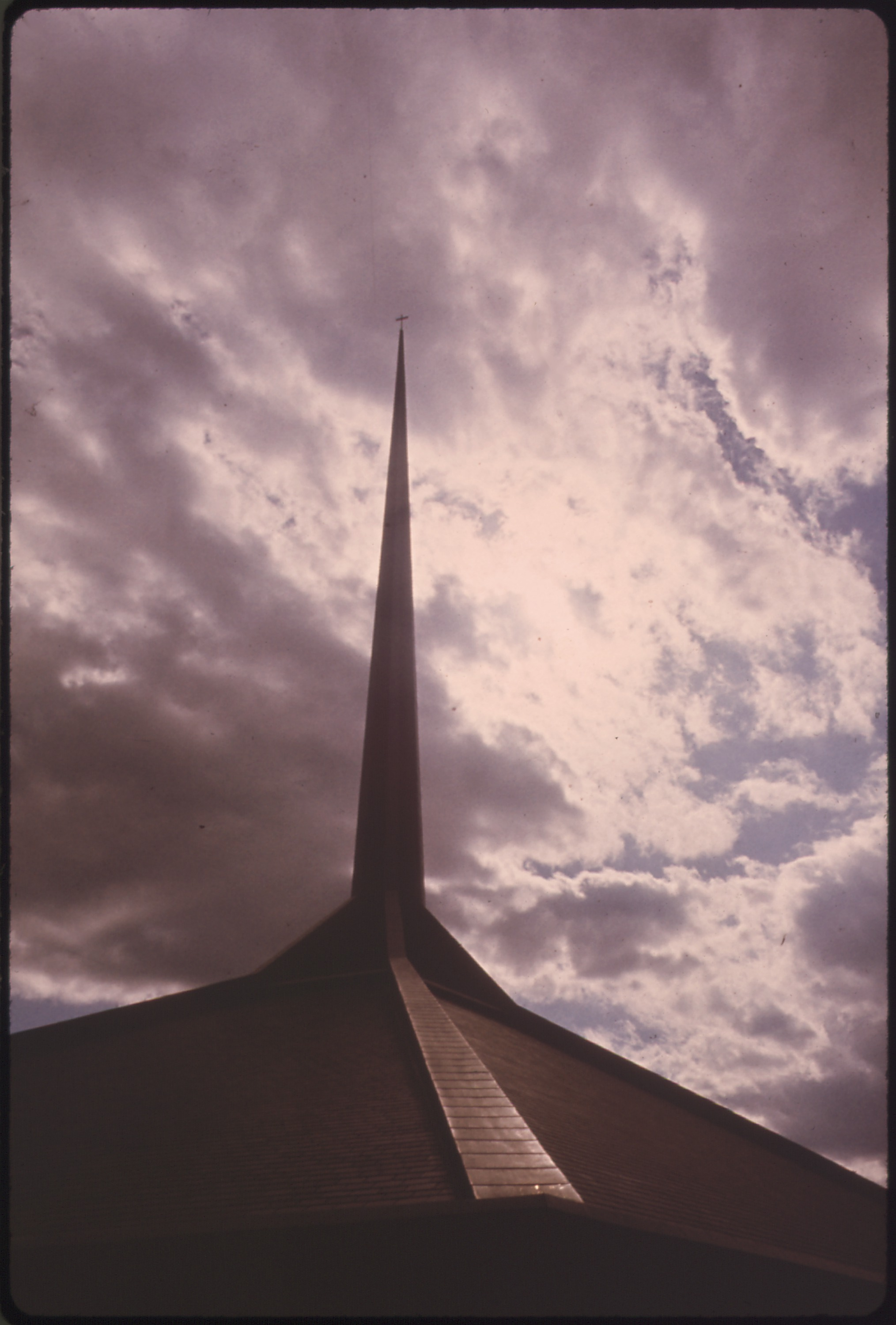
Détail d’un arc métallique.
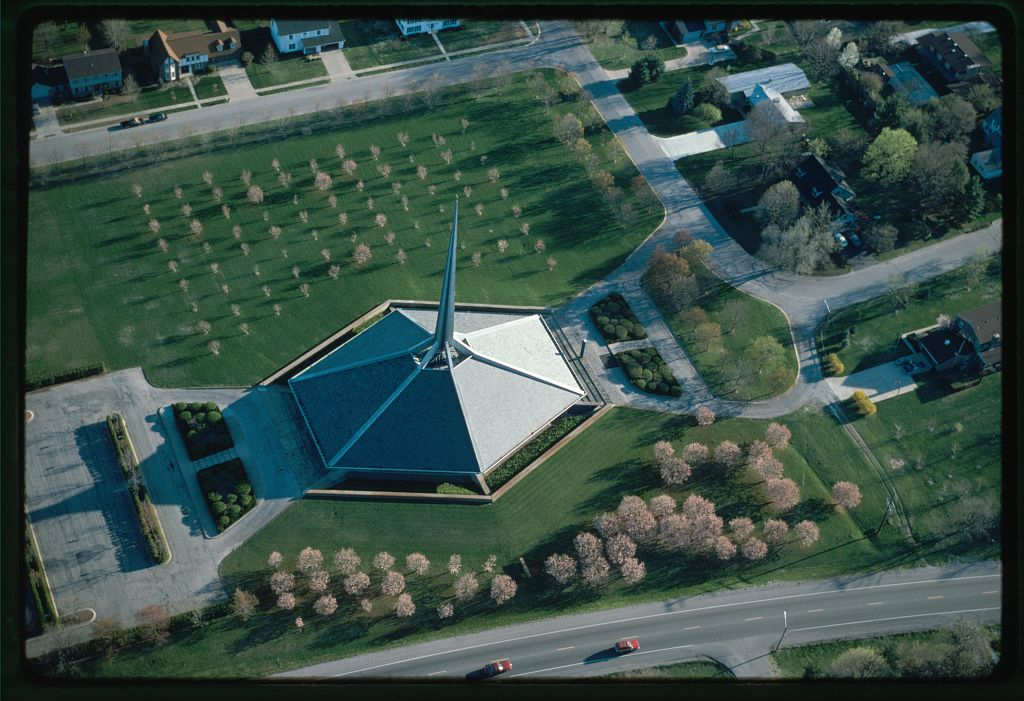
Vue aérienne.